# Polisportiva Adolfo Consolini 2023-2024
Questa voce raccoglie le informazioni riguardanti la Polisportiva Adolfo Consolini nelle competizioni ufficiali della stagione 2023-2024.

## Stagione
Nella stagione 2023-24 la Polisportiva Adolfo Consolini assume la denominazione sponsorizzata di OMAG-MT San Giovanni in Marignano.
Partecipa per l'ottava volta consecutiva al campionato di Serie A2 terminando il girone B della regular season al quarto posto in classifica; nella pool promozione giunge al nono posto in classifica, mancando la qualificazione ai play-off promozione.
A seguito del quarto posto in classifica al termine del girone di andata, si qualifica per la Coppa Italia di Serie A2 dove viene eliminata nei quarti di finale dalla Wealth Planet Perugia.

## Organigramma societario
Area direttiva
- Presidente: Stefano Manconi
- Direttore sportivo: Piero Babbi
- Team manager: Otello Pedini

Area tecnica
- Allenatore: Matteo Bertini
- Allenatore in seconda: Alessandro Zanchi
- Scout Man: Cataldo Di Michele

Area comunicazione
- Responsabile comunicazione: Valter Andreatini
- Addetto stampa: Gialunca Gudenzoni
- Fotografo: Pietro Masini

Area marketing
- Responsabile marketing: Corrado Betterini

Area sanitaria
- Medico: Piero Benelli
- Preparatore atletico: Federica Colabufano
- Fisioterapista: Andrea Arduini, Lucia Pratelli

## Rosa
| N° | Nome              | Ruolo | Data di nascita   | Nazionalità sportiva |
| -- | ----------------- | ----- | ----------------- | -------------------- |
| 1  | Serena Ortolani   | O     | 7 gennaio 1987    | Italia               |
| 2  | Linda Cabassa     | S     | 25 luglio 2004    | Italia               |
| 4  | Chiara Salvatori  | C     | 7 marzo 2003      | Italia               |
| 5  | Sofia Cangini     | S     | 25 maggio 2005    | Italia               |
| 6  | Chiara Ghibaudo   | P     | 25 dicembre 2003  | Italia               |
| 7  | Claudia Consoli   | C     | 4 febbraio 2002   | Italia               |
| 8  | Giulia Saguatti   | S     | 20 novembre 1991  | Italia               |
| 9  | Sveva Parini      | C     | 3 marzo 2001      | Italia               |
| 10 | Arianna Meliffi   | L     | 3 marzo 2005      | Italia               |
| 11 | Marina Giacomello | O     | 1º aprile 2004    | Italia               |
| 12 | Alice Turco       | P     | 4 febbraio 2000   | Italia               |
| 14 | Giorgia Caforio   | L     | 16 settembre 1994 | Italia               |
| 15 | Carolina Pecorari | S     | 7 gennaio 2003    | Italia               |
| 17 | Alice Nardo       | S     | 15 dicembre 2002  | Italia               |
| 18 | Alice Urbinati    | L     | 28 febbraio 2000  | Italia               |

## Mercato
| Acquisti | Acquisti          | Acquisti             | Acquisti   |
| R.       | Nome              | da                   | Modalità   |
| -------- | ----------------- | -------------------- | ---------- |
| S        | Linda Cabassa     | Libertas Martignacco | definitivo |
| C        | Claudia Consoli   | Millenium Brescia    | definitivo |
| P        | Chiara Ghibaudo   | Marsala              | definitivo |
| O        | Marina Giacomello | Esperia              | definitivo |
| S        | Alice Nardo       | Alba                 | definitivo |
| O        | Serena Ortolani   | Teodora Giovanile    | definitivo |
| S        | Carolina Pecorari | Vipostore            | definitivo |
| L        | Alice Urbinati    | Aduna Padova         | definitivo |

| Cessioni | Cessioni            | Cessioni          | Cessioni   |
| R.       | Nome                | a                 | Modalità   |
| -------- | ------------------- | ----------------- | ---------- |
| P        | Mariaelena Aluigi   | Rubierese         | definitivo |
| C        | Maria Babatunde     | Millenium Brescia | definitivo |
| L        | Giulia Biagini      | United Pomezia    | definitivo |
| S        | Alessia Bolzonetti  | Helvia Recina     | definitivo |
| S        | Clarissa Covino     | Castel d'Azzano   | definitivo |
| O        | Nikoleta Perović    | Shandong          | definitivo |
| S        | Vangelija Račkovska | TED Ankara        | definitivo |

## Risultati

### Serie A2

#### Girone di andata
| 1ª Giornata - 8 ottobre 2023 PalaCoim, Offanengo                                 | Offanengo            | 1 - 3 | Adolfo Consolini | 25-20, 18-25, 23-25, 20-25        |
| 2ª Giornata - 15 ottobre 2023 Palazzetto dello Sport, San Giovanni in Marignano  | Adolfo Consolini     | 3 - 0 | Hermaea          | 25-9, 25-16, 25-22                |
| 3ª Giornata - 22 ottobre 2023 PalaFerroli, San Bonifacio                         | Montecchio Maggiore  | 3 - 2 | Adolfo Consolini | 25-21, 21-25, 26-24, 15-25, 15-10 |
| 4ª Giornata - 29 ottobre 2023 PalaRadi, Cremona                                  | Esperia              | 1 - 3 | Adolfo Consolini | 25-22, 24-26, 16-25, 23-25        |
| 5ª Giornata - 1º novembre 2023 Palazzetto dello Sport, San Giovanni in Marignano | Adolfo Consolini     | 3 - 1 | Melendugno       | 25-23, 25-19, 22-25, 25-11        |
| 6ª Giornata - 5 novembre 2023 Palazzetto dello Sport, San Giovanni in Marignano  | Adolfo Consolini     | 1 - 3 | Helvia Recina    | 25-21, 23-25, 19-25, 17-25        |
| 7ª Giornata - 12 novembre 2023 PalaManera, Mondovì                               | Mondovì              | 3 - 0 | Adolfo Consolini | 25-23, 25-20, 27-25               |
| 8ª Giornata - 19 novembre 2023 Palazzetto dello Sport, San Giovanni in Marignano | Adolfo Consolini     | 3 - 0 | Lecco Picco      | 25-22, 25-13, 25-15               |
| 9ª Giornata - 22 novembre 2023 Pala CBL, Costa Volpino                           | Vallecamonica Sebino | 0 - 3 | Adolfo Consolini | 20-25, 29-31, 18-25               |

#### Girone di ritorno
| 10ª Giornata - 26 novembre 2023 Palazzetto dello Sport, San Giovanni in Marignano | Adolfo Consolini | 3 - 0 | Offanengo            | 25-17, 25-18, 25-17               |
| 11ª Giornata - 3 dicembre 2023 Geopalace, Olbia                                   | Hermaea          | 1 - 3 | Adolfo Consolini     | 13-25, 25-22, 17-25, 23-25        |
| 12ª Giornata - 10 dicembre 2023 Palazzetto dello Sport, San Giovanni in Marignano | Adolfo Consolini | 2 - 3 | Montecchio Maggiore  | 26-24, 25-22, 23-25, 24-26, 8-15  |
| 13ª Giornata - 17 dicembre 2023 Palazzetto dello Sport, San Giovanni in Marignano | Adolfo Consolini | 0 - 3 | Esperia              | 27-29, 25-27, 20-25               |
| 14ª Giornata - 23 dicembre 2023 Palasport Da Copertino, Lecce                     | Melendugno       | 2 - 3 | Adolfo Consolini     | 24-26, 25-19, 26-24, 28-30, 13-15 |
| 15ª Giornata - 26 dicembre 2023 PalaFontescodella, Macerata                       | Helvia Recina    | 3 - 0 | Adolfo Consolini     | 25-15, 25-13, 25-21               |
| 16ª Giornata - 7 gennaio 2024 Palazzetto dello Sport, San Giovanni in Marignano   | Adolfo Consolini | 1 - 3 | Mondovì              | 20-25, 18-25, 25-22, 20-25        |
| 17ª Giornata - 14 gennaio 2024 PalaBione, Lecco                                   | Lecco Picco      | 1 - 3 | Adolfo Consolini     | 25-20, 18-25, 18-25, 18-25        |
| 18ª Giornata - 21 gennaio 2024 Palazzetto dello Sport, San Giovanni in Marignano  | Adolfo Consolini | 3 - 0 | Vallecamonica Sebino | 25-18, 25-12, 25-14               |

#### Pool promozione
| 1ª Giornata - 28 gennaio 2024 Palazzetto dello Sport, San Giovanni in Marignano  | Adolfo Consolini      | 3 - 2 | Futura Giovani        | 18-25, 25-18, 22-25, 25-14, 15-13 |
| 2ª Giornata - 4 febbraio 2024 PalaFrancescucci, Casnate con Bernate              | Alba                  | 3 - 1 | Adolfo Consolini      | 25-27, 25-21, 25-20, 25-21        |
| 3ª Giornata - 11 febbraio 2024 Palazzetto dello Sport, San Giovanni in Marignano | Adolfo Consolini      | 3 - 0 | Sant'Anna             | 25-16, 25-22, 25-15               |
| 4ª Giornata - 14 febbraio 2024 Palazzetto dello Sport, Lignano Sabbiadoro        | Talmassons            | 2 - 3 | Adolfo Consolini      | 25-20, 23-25, 25-21, 23-25, 5-15  |
| 5ª Giornata - 25 febbraio 2024 Palazzetto dello Sport, San Giovanni in Marignano | Adolfo Consolini      | 3 - 0 | Wealth Planet Perugia | 25-22, 25-17, 25-16               |
| 6ª Giornata - 2 marzo 2024 PalaBorsani, Castellanza                              | Futura Giovani        | 3 - 1 | Adolfo Consolini      | 25-22, 23-25, 25-15, 25-21        |
| 7ª Giornata - 10 marzo 2024 Palazzetto dello Sport, San Giovanni in Marignano    | Adolfo Consolini      | 0 - 3 | Alba                  | 22-25, 21-25, 20-25               |
| 8ª Giornata - 17 marzo 2024 PalaRescifina, Messina                               | Sant'Anna             | 3 - 0 | Adolfo Consolini      | 25-16, 25-23, 25-22               |
| 9ª Giornata - 24 marzo 2024 Palazzetto dello Sport, San Giovanni in Marignano    | Adolfo Consolini      | 2 - 3 | Talmassons            | 25-21, 22-25, 20-25, 25-18, 9-15  |
| 10ª Giornata - 29 marzo 2024 PalaEvangelisti, Perugia                            | Wealth Planet Perugia | 3 - 0 | Adolfo Consolini      | 25-17, 25-20, 25-20               |

### Coppa Italia di Serie A2
| Quarti di finale - 10 gennaio 2024 PalaEvangelisti, Perugia | Wealth Planet Perugia | 3 - 1 | Adolfo Consolini | 17-25, 25-21, 25-18, 25-22 |

## Statistiche

### Statistiche di squadra
| Competizione             | Punti | In casa | In casa | In casa | In trasferta | In trasferta | In trasferta | Totale | Totale | Totale |
| Competizione             | Punti | G       | V       | P       | G            | V            | P            | G      | V      | P      |
| ------------------------ | ----- | ------- | ------- | ------- | ------------ | ------------ | ------------ | ------ | ------ | ------ |
| Serie A2                 | 45    | 14      | 8       | 6       | 14           | 7            | 7            | 28     | 15     | 13     |
| Coppa Italia di Serie A2 |       | 0       | 0       | 0       | 1            | 0            | 1            | 1      | 0      | 1      |
| Totale                   | -     | 14      | 8       | 6       | 15           | 7            | 8            | 29     | 15     | 14     |

G = partite giocate; V = partite vinte; P = partite perse 

### Statistiche dei giocatori
| Giocatore     | Serie A2 | Serie A2 | Serie A2 | Serie A2 | Serie A2 | Coppa Italia di Serie A2 | Coppa Italia di Serie A2 | Coppa Italia di Serie A2 | Coppa Italia di Serie A2 | Coppa Italia di Serie A2 | Totale | Totale | Totale | Totale | Totale |
| Giocatore     | P        | PT       | AV       | MV       | BV       | P                        | PT                       | AV                       | MV                       | BV                       | P      | PT     | AV     | MV     | BV     |
| ------------- | -------- | -------- | -------- | -------- | -------- | ------------------------ | ------------------------ | ------------------------ | ------------------------ | ------------------------ | ------ | ------ | ------ | ------ | ------ |
| L. Cabassa    | 1        | 12       | 12       | 0        | 0        | -                        | -                        | -                        | -                        | -                        | 1      | 12     | 12     | 0      | 0      |
| G. Caforio    | 22       | 0        | 0        | 0        | 0        | 1                        | 0                        | 0                        | 0                        | 0                        | 23     | 0      | 0      | 0      | 0      |
| S. Cangini    | 13       | 3        | 0        | 0        | 3        | 0                        | 0                        | 0                        | 0                        | 0                        | 13     | 3      | 0      | 0      | 3      |
| C. Consoli    | 28       | 290      | 211      | 67       | 12       | 1                        | 11                       | 7                        | 3                        | 1                        | 29     | 301    | 218    | 70     | 13     |
| C. Ghibaudo   | 22       | 7        | 2        | 2        | 3        | 1                        | 0                        | 0                        | 0                        | 0                        | 23     | 7      | 2      | 2      | 3      |
| M. Giacomello | 23       | 99       | 90       | 4        | 5        | 0                        | 0                        | 0                        | 0                        | 0                        | 23     | 99     | 90     | 4      | 5      |
| A. Meliffi    | 24       | 1        | 1        | 0        | 0        | 1                        | 0                        | 0                        | 0                        | 0                        | 25     | 1      | 1      | 0      | 0      |
| A. Nardo      | 27       | 368      | 318      | 19       | 31       | 1                        | 14                       | 10                       | 3                        | 1                        | 28     | 382    | 328    | 22     | 32     |
| S. Ortolani   | 28       | 437      | 397      | 34       | 6        | 1                        | 21                       | 17                       | 4                        | 0                        | 29     | 458    | 414    | 38     | 6      |
| S. Parini     | 27       | 213      | 157      | 37       | 19       | 1                        | 3                        | 2                        | 0                        | 1                        | 28     | 216    | 159    | 37     | 20     |
| C. Pecorari   | 22       | 137      | 105      | 2        | 30       | 1                        | 5                        | 5                        | 0                        | 0                        | 23     | 142    | 110    | 2      | 30     |
| G. Saguatti   | 3        | 17       | 15       | 0        | 2        | -                        | -                        | -                        | -                        | -                        | 3      | 17     | 15     | 0      | 2      |
| C. Salvatori  | 12       | 19       | 9        | 9        | 1        | 1                        | 1                        | 1                        | 0                        | 0                        | 13     | 20     | 10     | 9      | 1      |
| A. Turco      | 28       | 71       | 31       | 28       | 12       | 1                        | 0                        | 0                        | 0                        | 0                        | 29     | 71     | 31     | 28     | 12     |
| A. Urbinati   | 2        | 0        | 0        | 0        | 0        | 0                        | 0                        | 0                        | 0                        | 0                        | 2      | 0      | 0      | 0      | 0      |

P = presenze; PT = punti totali; AV = attacchi vincenti; MV = muri vincenti; BV = battute vincenti